# تسمم الكوكايين
يشير تسمم الكوكايين إلى التأثيرات الضارة للكوكايين على الجسم. يمكن أن تتطور هذه التأثيرات بمرور الوقت مع التعاطي المنتظم أو يمكن أن تكون نتيجة تسمم حاد بسبب جرعة واحدة من المادة. يؤدي اعتماد (إدمان) الكوكايين حتمًا إلى تأثيرات تسمم الكوكايين التي يمكن عكسها تمامًا أحيانًا دون تحمل عواقب ولكن يمكنها أيضًا قتل المتعاطين (في حالات الجرعات الزائدة غير المعالجة أو التي لا يمكن التحكم فيها مثلًا).

## العلامات والأعراض
يزيد الكوكايين من اليقظة، ومشاعر السعادة، والنشوة، والطاقة، والكفاءة، والتواصل الاجتماعي والجنسانية. تشمل الآثار الضارة الخفيفة القلق، وزيادة درجة الحرارة، وجنون الارتياب، والتململ وصرير الأسنان. يمكن أن يسبب التعاطي المطوّل للعقار مضاعفات مزمنة مثل الأرق، وفقدان الوزن، وفقدان الشهية، وتسرع القلب المستمر، وقصور القلب، وقصور كلوي، وهلوسة ووهام جنون الارتياب.
قد يتطور اكتئاب مع تفكير انتحاري لدى المتعاطين بكثرة. أخيرًا، يبدو أن فقدان الناقلات أحادية الأمين الحويصلية، وبروتينات الخيوط العصبية، والتغيرات المورفولوجية الأخرى يشير إلى حدوث ضرر طويل الأجل لعصبونات الدوبامين. يمكن أن يؤدي التعاطي المزمن عبر الأنف إلى تدهور الغضروف الفاصل بين فتحتي الأنف (الحاجز الأنفي)، ما قد يؤدي في النهاية إلى اختفائه تمامًا.
أظهرت الدراسات أن تعاطي الكوكايين أثناء الحمل يؤدي إلى الولادة المبكرة وقد يؤدي إلى انفصال المشيمة المبكر.
تشمل الآثار الضارة التي قد تكون مميتة في حالات التسمم الحاد الشديد، نوبات مطوّلة من اضطراب النظم القلبي (أي مجموعة من ضربات القلب غير الطبيعية التي تشمل أيضًا عدم تسرع القلب)، ونقص سكر الدم الشديد، والرعاش، والاختلاج، وفرط الحرارة (أي زيادة ملحوظة في درجة الحرارة الأساسية)، وتبولن دم (يوريمية) غير معالج، ونوبة قلبية، وسكتة دماغية وتوقف القلب المفاجئ.

### الجرعة الزائدة
يمكن استنشاق الكوكايين أو ابتلاعه أو حقنه أو تدخينه. تكون معظم الوفيات الناجمة عن الكوكايين عرضية، ولكنها قد تنتج أيضًا عن تعبئته أو حشوه في الجسم وتمزق الجهاز الهضمي. يسبب تعاطي الكوكايين سرعة ضربات القلب غير طبيعية وارتفاع ملحوظ في ضغط الدم (ارتفاع ضغط الدم)، والذي قد يكون مهددًا للحياة. يمكن أن يؤدي هذا إلى الوفاة نتيجةً لاحتشاء عضلة قلب حاد، وفشل تنفسي حاد (أي نقص تأكسج الدم مع أو بدون فرط ثنائي أكسيد الكربون في الدم)، وسكتة دماغية، ونزيف دماغي وسكتة قلبية مفاجئة. قد تؤدي الجرعات الزائدة من الكوكايين إلى ارتفاع الحرارة، إذ يؤدي التحفيز وزيادة النشاط العضلي إلى زيادة إنتاج الحرارة. تمنع الجرعة الزائدة فقدان الحرارة بسبب تضيق الأوعية الناجم عن الكوكايين. قد يتسبب الكوكايين و/أو ارتفاع الحرارة المرافق في تدمير الخلايا العضلية (انحلال الربيدات) والبيلة الميوغلوبينية التي تؤدي إلى القصور الكلوي. يجب نقل الأفراد الذين يعانون من جرعة زائدة من الكوكايين فوريًا إلى أقرب قسم للطوارئ، ويفضل أن يتم ذلك بواسطة سيارة الإسعاف في حالة حدوث سكتة قلبية في الطريق. وفقًا للمعهد الوطني لتعاطي المخدرات، حدثت نحو 14,600 حالة وفاة في الولايات المتحدة في عام 2017 بسبب جرعة زائدة من الكوكايين. يمكن أن يكون متعاطو الكوكايين عرضة لارتفاع درجات حرارة الجسم، والرعاش، وآلام الصدر، والغثيان والقيء، نتيجةً لزيادة معدل ضربات القلب. تشمل بعض الأعراض النفسية الناتجة عن الجرعة الزائدة جنون الارتياب والهذيان والقلق بالإضافة إلى الشعور بالذعر. وتشمل علامات الجرعة الزائدة الأخرى صعوبة التنفس، وفقدان السيطرة على البول، ولون الجلد المزرق، وفقدان الوعي أو نحوه، وارتفاع ضغط الدم. رغم أن الموت ليس شائعًا، لكن يمكن أن يحدث بسبب الإفراط في التسمم بالكوكايين. تحدث معظم الجرعات الزائدة الشديدة عندما يجمع المتعاطون الكوكايين مع مواد أخرى مثل الكحول أو الهيروين، ما يزيد من التأثيرات ويزيد من فرص التعرض لجرعة زائدة خطيرة. يمكن علاج الجرعة الزائدة عن طريق إعادة تدفق الدم إلى القلب، واستعادة الجسم بالدم الغني بالأكسجين، وخاصةً للدماغ لتقليل خطر الإصابة بالسكتة الدماغية. تفاوتت الجرعات الزائدة من الكوكايين على مر السنين. حدث انخفاض في عدد الحالات المبلغ عنها منذ عام 2006 حتى عام 2010. ولكن، ازدادت الحالات المبلغ عنها منذ عام 2010 حتى عام 2015  التي تضمنت تسمم الكوكايين. فيما يتعلق بالجنس، فقد وجد أن احتمال تعاطي جرعة الزائدة عند الذكور أكبر بكثير من الإناث. بلغت نسبة الجرعات الزائدة من الكوكايين عند الذكور إلى الإناث 3:1.

### الانسحاب
لا يعد انسحاب الكوكايين شديدًا مثل انسحاب المواد الأخرى. مثلًا، يمكن أن يكون لبعض المواد مثل الكحول والبنزوديازيبينات أعراض انسحابية جسدية شديدة، بينما يتسبب الكوكايين في أعراض نفسية غالبًا. تشمل التغيرات الفسيولوجية الناتجة عن انسحاب الكوكايين الأحلام الواضحة وغير السارة، والأرق، وفرط النوم، والغضب، وزيادة الشهية، وزيادة الوزن، والإعاقة الحركية والنفسية، والإثارة والاكتئاب، والقلق. وفقًا لدراسة أجراها غاوين وكليبر في عام 1986، توجد ثلاث مراحل في عملية الانسحاب. راقبوا سلوك 30 معتمد كوكايين. تميزت المرحلة الأولى، مرحلة الانهيار، بانزعاج حاد، وتهيجية وقلق، وزيادة الرغبة في النوم، وإرهاق، وزيادة الشهية، وانخفاض الرغبة في التعاطي. تميزت المرحلة الثانية، مرحلة الانسحاب، بزيادة الرغبة في التعاطي، وضعف التركيز، بعض التهيجية وبعض الخمول، والتي استمرت لمدة تصل إلى 10 أسابيع. أخيرًا، تميزت المرحلة الثالثة برغبة متقطعة في التعاطي في سياق الإشارات الخارجية. يتم إخراج الكوكايين ومستقلباته تمامًا من الجسم خلال 3 أيام. لا توجد أي أدوية معتمدة من إدارة الغذاء والدواء (إف دي إيه) تساعد تحديدًا في علاج انسحاب الكوكايين، ولكن، هناك بعض الأدوية المفيدة التي يمكن أن تساعد الأفراد في التغلب على إدمانهم. مثل البروبرانولول. يعد البروبرانولول أحد حاصرات بيتا الذي تمت الموافقة عليه لعلاج ارتفاع ضغط الدم، والذبحة الصدرية، والقلق والمشاكل النفسية الأخرى المرتبطة. ويُعتبر البيوبرينورفين والنالتريكسون مادتان تعملان كعلاج فعال في المراحل المبكرة من الانسحاب.

## الفيزيولوجيا المرضية
تتضمن الديناميكية الدوائية للكوكايين آليات معقدة متعددة. رغم أن عمره نصفي قصير (نحو ساعة واحدة)، تبقى نواتج أيض الكوكايين، التي ترتفع تركيزاتها بعد عدة ساعات من تناول الكوكايين، في الدورة الدموية لمدة تصل إلى 24 ساعة، وقد تتسبب في تأخر أو تكرار تضيق الأوعية التاجية. يربط هذا العقار ويُقيد النواقل العصبية أحادية الأمين (الدوبامين، والإبينفرين، والنورإبينفرين، والسيروتونين) ويعيد قبط الناقلات باُلفة متساوية. تتراكم أحاديات الأمين في الفلح المشبكي ما يؤدي إلى تأثيرات ودّية معززة وطويلة الأمد. يتمثل التأثير الحاد للكوكايين في الجهاز العصبي المركزي في زيادة كمية الدوبامين والسيروتونين في النواة المتكئة (مركز المتعة في الدماغ). عندما يتوقف هذا التأثير بسبب تأيض الكوكايين، واستنفاد الناقلات العصبية المرتبطة به، وانخفاض تنظيم المستقبلات (تسرع المناعة)، قد يعاني مستخدم الكوكايين من انزعاج، أو «انهيار» بعد الارتفاع الأولي. تنتج التأثيرات الرئيسية للكوكايين على نظام القلب والأوعية الدموية عن تحفيز مستقبلات ألفا وبيتا-1 الأدرينالية الذي يؤدي إلى زيادة معدل ضربات القلب والضغط الشرياني الجهازي وقلوصية عضلة القلب، والتي تعد محددات رئيسية لطلب الأكسجين في عضلة القلب.
قد يسبب الكوكايين ومستقلباته تضيق الأوعية الشريانية بعد ساعات من التعاطي. تتعرض الشرايين التاجية النخابية خصوصًا لهذه التأثيرات، ما يؤدي إلى انخفاض إمدادات الأكسجين لعضلة القلب. يعد تنشيط الصفائح الدموية الناجم عن الكوكايين وتكون الخثرات من التأثيرات الضارة الآخرى، التي تنتج عن زيادة تراكم الأدرينيات ألفا والأدينوسين ثنائي الفوسفات المتواسط في تكدس الصفيحات. يزداد أيضًا مثبط منشط البلازمينوجين بعد تعاطي الكوكايين، وما يعزز تجلط الدم. على نحو مماثل للمخدارت الموضعية، مثل الليدوكائين، يسد الكوكايين قنوات الصوديوم ويتعارض مع انتشار جهد الفعل. يزيد تأثير فون ويليامز من فئة آي سي من خطر اضطراب التوصيل وتسرع القلب. وإضافةً إلى سميته المعقدة، يستهدف الكوكايين مستقبلات أسيتيل كولين الموسكارين ون-ميثل-د-أسبارتات (إن إم دي إيه) وسيغما ومستقبلات أشباه الأفيونيات-كابا.